# Diospyros nigra
Diospyros nigra är en tvåhjärtbladig växtart som först beskrevs av Johann Friedrich Gmelin, och fick sitt nu gällande namn av Perr. Diospyros nigra ingår i släktet Diospyros och familjen Ebenaceae. Inga underarter finns listade i Catalogue of Life.